# Charlot et le Parapluie
Pour plus de détails, voir Fiche technique et Distribution.
Charlot et le Parapluie (titre original : Between Showers) est une comédie burlesque américaine réalisée par Henry Lehrman avec Charlie Chaplin, sortie le 28 février 1914.

## Synopsis
Courses poursuites et pugilats autour d'un parapluie convoité.

## Fiche technique
- Titre : Charlot et le Parapluie
- Titre original : Between Showers
- Réalisation : Henry Lehrman
- Scénario : Reed Heustis, Charlie Chaplin (non crédité)
- Photographie : Frank D. Williams
- Montage :
- Producteur : Mack Sennett
- Société de production : Keystone
- Société de distribution : Mutual Film (1914)
- Pays d’origine :  États-Unis
- Langue : titres en anglais
- Métrage : une bobine (340 mètres)
- Format : Noir et blanc - 35 mm - 1,33:1  -  Muet
- Genre : Comédie, Film burlesque
- Durée : 11 minutes
- Date de sortie : 28 février 1914

## Distribution
- Charlie Chaplin : Charlot
- Ford Sterling : le rival
- Chester Conklin : le policier
- Emma Clifton : la jolie fille
- Sadie Lampe : l'amie du policier